# رضاپور
رضاپور یک نام خانوادگی‌ست. افراد شاخص با این نام از این قرارند:
- میثم رضاپور بازیکن فوتبال
- فرامرز رضاپور (نوازنده)